# Martell
För andra betydelser, se Martell (olika betydelser).
Martell är ett av de äldsta konjakshusen. Det grundades 1715 av Jean Martell (1694–1753) och är en del av dotterbolaget Martell Mumm Perrier-Jouët inom vin- och spritbolaget Pernod Ricard.

## Historia
Jean Martell var en ung köpman, ursprungligen från Jersey, som 1715 skapade sin egen handelsverksamhet i Cognac, på stränderna vid floden Charente, och således grundade ett av de allra första konjakshusen. Efter sin död 1753, fortsatte hans änka och därefter hans två söner och hans sonson denna tradition och utvecklade exportverksamheten för att göra Martell till den största producenten i England 1814. 
1831 skapade Martell sin första konjak med klassificeringen ”VSOP” (Very Superior Old Pale) och fortsatte med den internationella expansionen. Martells rykte spred sig över hela världen med dess första exporter till Japan och andra asiatiska marknader, som till exempel Indonesien, Vietnam, Malaysia och Korea.
Cordon Bleu, som skapades 1912, är företagets mest kända produkt. Martell serverades ombord på Queen Mary 1936 och till och med på Concorde 1977. 1987 förvärvade Seagram den franska tillverkaren för 1,2 miljarder USD. Sedan det franska spritbolaget Pernod Ricard förvärvade en del av Seagrams spritmärken 2001 har Martell tillhört Pernod Ricard.
Under 2000-talet skapade Martell nya konjaksorter: ”Martell XO” lanserades 2005 och ”Martell Création Grand Extra” 2007, i en flaska som designades av konstnären och glasdesignern Serge Mansau. 2009 lanserade Martell sin mest kända konjak, ”L'Or de Jean Martell”. 2011 expanderade Martell sitt sortiment ”ultra-prestige” med en exceptionell konjak, ”Martell Chanteloup Perspective”, vilket är en hyllning till källarmästarnas kunskaper och till Domaine de Chanteloup.
2006 gick Martell med i Comité Colbert, en förening som marknadsför franska lyxhus i internationell skala.
2010 förnyade Martell sitt sponsoravtal med slottet i Versailles, vilket inleddes 2007, genom att stödja restaureringen av drottningens förkammare. 2012 firade Martell Cordon Bleu, som lanserades av Édouard Martell 1912 på Hôtel de Paris i Monaco, sin 100-årsdag på samma plats.

## Värt att veta

### Les Borderies
Det är så kallad terroir i regionen Les Borderies som skapar ett distrikt (cru) som anses vara det mest välrenommerade i hela Cognac-regionen, genom sin raritet och kvaliteten i eau de vie-destillatet som det producerar. Redan när han grundade sitt företag var Jean Martell intresserad av regionen Les Borderies. Dess Ugni blanc-druvor ger konjaken en aromatisk rikhaltighet med inslag av kanderad frukt och söta kryddor.

### Destillering
Martell har utvecklat en egen metod för destillering genom att använda traditionella destillationsapparater i koppar från Charentais. Under övervakning av källarmästaren, använder destilleringen tekniker och expertis som har förts vidare ända sedan Jean Martells dagar.

### Åldrande
För detta sista skede i mognadsprocessen har Martell valt ekfat med tät fiberstruktur. När mognadsprocessen är över tas prover av eau de vie-destillaten under källarmästarens vaksamma öga, för att förbereda för den blandning som kommer att skapa konjaken.

## Produkter
Martell väljer distrikt (crus) från Cognac-regionen: Les Borderies, Grande Champagne, Petite Champagne och Fins Bois.

### Martell VS
Martell VS skapades för mer än 150 år sedan under namnet ”Trois Étoiles” (Tre stjärnor), Martell VS (Very Special) och är avsett att drickas som en långdrink eller i en cocktail.

### Martell VSOP
Martell VSOP Médaillon (Very Superior Old Pale) är en konjak med blandning av gamla eau de vie-destillat som har valts bland de bästa distrikten i Cognac-regionen.

### Martell Noblige
Det gamla eau de vie-destillatet som utgör Martell Noblige ger den dess utmärkande smak. Förädling och förfining karaktäriserar den här unika konjaken. 

### Martell Cordon Bleu
Martell Cordon Bleu skapades av Édouard Martell 1912. Den karaktäriseras av en smak med inslag av kanderad frukt och pepparkaka.

### Martell XO
Martell XO är en blandning av distrikt från Les Borderies och Grande Champagne. Flaskan är bågformad.

### Martell Chanteloup
Perspective Martell Chanteloup är en ”Extra”-konjak som blandar eau de vie-destillat, av vilka somliga har åldrats under flera år i källarna vid Chanteloup.

### Martell Création Grand Extra
Martell Création Grand Extra är en blandning av distrikt från regionerna Les Borderies och Grande Champagne.

### Martell Cohiba
Martell Cohiba är en blandning av gamla eau de vie-destillat från Cognac-regionen Grande Champagne. Den karaktäriseras av inslag av torkade blommor.

### L'Or de Jean Martell
L'Or de Jean Martell är en blandning av distrikt från regionerna Les Borderies och Grande Champagne. Denna konjak sammanför mer än 400 eau de vie-destillat, där några är över 100 år.